# Liste der Monuments historiques in Survilliers
Die Liste der Monuments historiques in Survilliers führt die Monuments historiques in der französischen Gemeinde Survilliers auf.

## Liste der Bauwerke
| Bezeichnung      | Beschreibung                  | Standort | Kennzeichnung | Schutzstatus | Datum | Bild           |
| ---------------- | ----------------------------- | -------- | ------------- | ------------ | ----- | -------------- |
| Kirche St-Martin | Erbaut im 15./16. Jahrhundert | (Lage)   | PA00080210    | Classé       | 1945  | weitere Bilder |

## Liste der Objekte

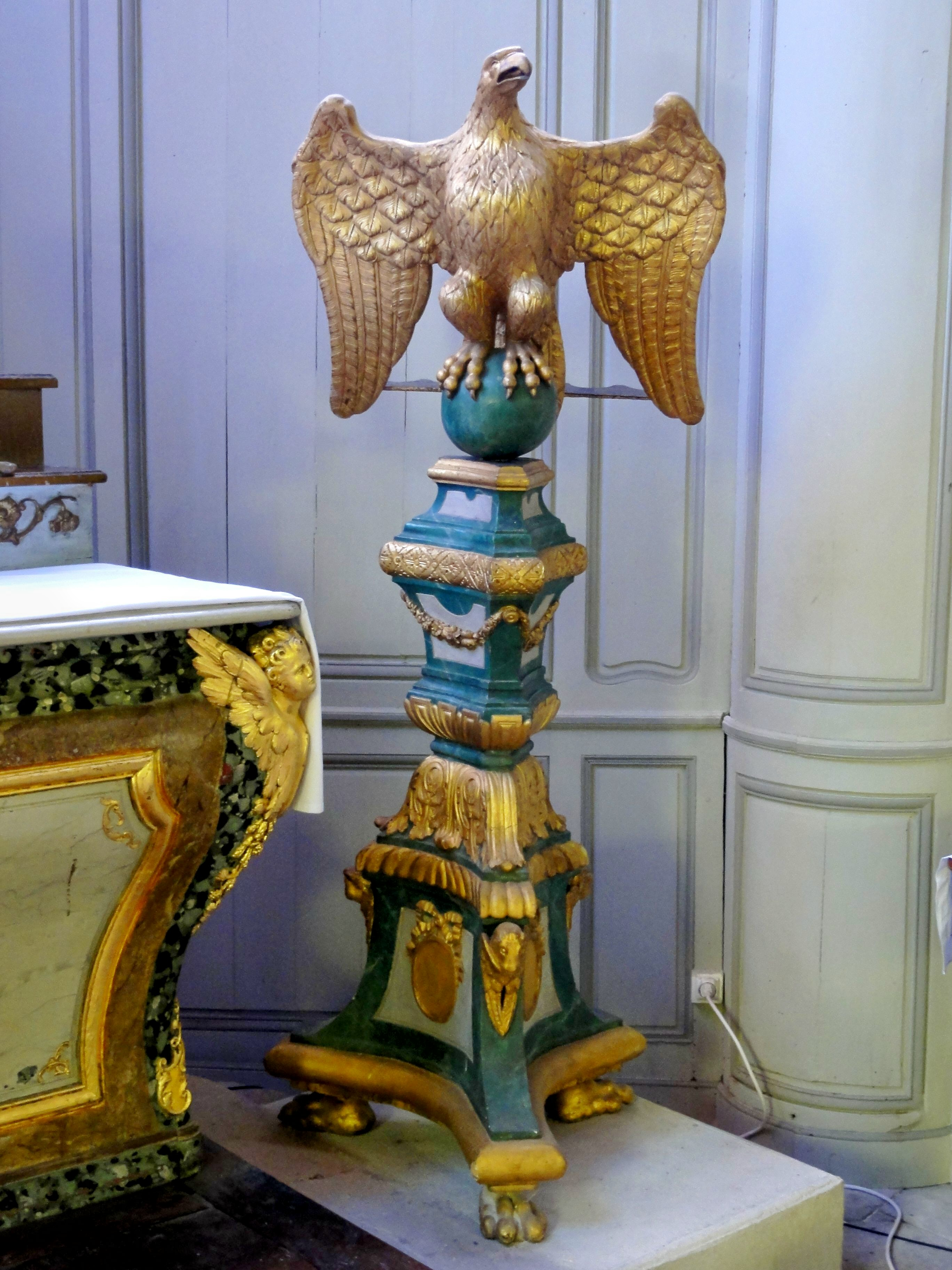
Adlerlesepult (17. Jahrhundert) in der St-Martin

- Monuments historiques (Objekte) in Survilliers in der Base Palissy des französischen Kultusministeriums